# Eduardo Balguerías Guerra
Eduardo Balguerías Guerra (Madrid, 21 de julio de 1957) es un biólogo español; y desde junio de 2010 hasta febrero de 2020, director del Instituto Español de Oceanografía.
Licenciado en Ciencias Biológicas por la Universidad de La Laguna (Tenerife) y Premio Extraordinario de doctorado por el mismo centro universitario.
Desde el año 1989 forma parte de la Administración General del Estado, donde ha desempeñado, entre otros, el cargo de investigador Jefe del Programa  "Evaluación de los recursos  pesqueros  del  Atlántico Centro Oriental", dentro del Instituto Español de Oceanografía. Desde 2008 hasta junio de 2010 ejerció como subdirector general de Investigación del citado organismo público de investigación, en el que ha desarrollado principalmente líneas de investigación relacionadas con la evaluación y gestión de recursos vivos marinos renovables, la biología pesquera y la ecología marina.
Investido doctor honoris causa por la Universidad de Cádiz en 2018